# Мухаммад-Шамхал (аварский хан)
Мухаммад-Шамхал (Мухамад-шванхал, авар. МухӀаммад Шамхал; кум. Магьаммат-Шавхал) — аварский нуцал. Правил с 1578 по 1589 гг. Он был сыном Турарава Безумца (известного так же под именами Турло и Амирсултан), который в свою очередь был сыном аварского правителя Нуцалхана I и младшим братом Андуник-нуцала II.
По версии З. А. Тесаева, Мухаммада идентифицируется с Сиртаном Амирсултановичем, в 1582 году в союзе с османами разорившем резиденцию шамахалов в Кази-Кумухе. Его отец Амирсултан видимо является одним и тем же лицом с Турло Нуцалхановичем. Предполагают, что в честь этого события Мухаммад добавил к своему имени прозвище Шамахал, хотя он был нуцалом. Он происходил из ветви нуцальского рода, видимо, поддерживающей брачные связи с шамхалами.
В 1589 году Мухаммад принял Московское подданство, при посредничестве Ших-Мурзы Ишеримова, и принес присягу царю вместе с братом, Каракиши (или  Харагиши) Турловым. В русских источниках Мухаммад упомянут как брат Харагиши.
У Мухаммада-Шамхала был сын Шамхал-нуцал (в устной речи, видимо, Шванхал-нуцал), который, возможно, умер в 1595 — 1596 году.